# Dendromyza
- Commons
- Wikispecies

Dendromyza é um género botânico pertencente à família Santalaceae.